# La Rochette, Seine-et-Marne
La Rochette là một xã ở tỉnh Seine-et-Marne, thuộc vùng Île-de-France ở miền bắc nước Pháp.

## Dân số
The inhabitants được gọi là Rochettois.
Điều tra dân số năm 1999, xã này có dân số là 2.759.